# Eunomije
Eunomije (Εὐνόμιος; † o. 393.) bio je kršćanski teolog i biskup, rođen u Kapadociji. Nauku iz teologije mu je u Aleksandriji dao Aetije Antiohijski, a đakonom ga je učinio Eudoksije Antiohijski. Godine 360. Eunomije je postao biskup Kizika, no Eudoksije ga je na kraju smijenio po naredbi cara Konstancija II. zbog njegovih snažnih arijanskih uvjerenja.
Tijekom vladavina Julijana i Jovijana Eunomije je bio u Carigradu, a poslije je otišao u Halkedon. Godine 383. car Teodozije kaznio je Eunomija jer se nije htio odreći nekih uvjerenja i stoga je Eunomije morao otići u Halmyris. Umro je u rodnom gradu oko 393.
Budući da su njegova učenja smatrana iznimno kontroverznim, Eutropije je naredio da se Eunomijevo tijelo premjesti u Tijanu, a da se njegove knjige spale. Učenja Eunomija službeno su proglašena herezom 381. godine.